# مطار مرسى البريقة
مطار مرسى البريقة (إياتا: LMQ, إياكو: HLMB) هو مطار يخدم البريقة في ليبيا.

## المرافق
يتواجد المطار في مرتفع 15 متر (49 قدم) فوق مستوى سطح البحر. ويملكمدرج هبوط واحد معين 15/33 ذو سطح إسفلتي بقياس 2,201 by 30 متر (7,221 قدم × 98 قدم).

## وصلات إضافية
- تاريخ الحوادث لـ (LMQ) على شبكة سلامة الطيران.Aviation Safety Network